# Grimmia incrassicapsulis
Grimmia incrassicapsulis là một loài Rêu trong họ Grimmiaceae. Loài này được B.G. Bell mô tả khoa học đầu tiên năm 1984.